# Edwin Herbert Land
Edwin Herbert Land, (Bridgeport, Connecticut, 7 de maig de 1909 - 1 de març de 1991, Cambridge, Massachusetts) va ser un científic i inventor nord-americà, més conegut com a cofundador de Polaroid Corporation. Va estudiar química a la Universitat Harvard. Va inventar filtres barats per polaritzar la llum, un sistema fotogràfic pràctic per a la càmera instantània, i la teoria de la retina com a visió del color, entre d'altres. La seva càmera instantània Polaroid es va posar a la venda a finals de l'any 1948 i va fer possible que una fotografia fos presa i desenvolupada en 60 segons o menys.

## Fets a destacar
El 1928, va desenvolupar el primer filtre polaritzador sintètic. Com que no estava vinculat formalment a cap universitat o entitat de recerca, havia de fer servir a la nit els laboratoris de la Universitat de Colúmbia. Després de diversos anys de treball, el 1932 fundaria els Laboratoris Land-Wheelwright, que el 1935 van adoptar la denominació de Polaroid.
La comercialització del producte va començar el 1937. Tenia tantes aplicacions que aviat va tenir gran èxit, sent usat fins i tot pels militars, dels quals es va convertir en un important subministrador durant la Segona Guerra Mundial. No obstant això, la seva invenció més important va ocórrer en temps de pau.
El 1947 va sorprendre al món presentant davant la Societat Òptica Nord-americana la primera fotografia instantània: una càmera que revelava en positiu la imatge en tan sols 60 segons. Aquest invent va ser el vaixell insígnia de l'empresa fins a l'aparició de la fotografia digital.
En la dècada de 1950, va ajudar a desenvolupar els instruments òptics de l'avió espia Lockheed O-2. També va desenvolupar la projecció amb el sistema de dos colors per aconseguir tot l'espectre.
El 1957 la Universitat Harvard li va concedir el doctorat honoris causa. Després de 1970 va difondre la seva teoria de la "constància del color" o Retinex. Va ser un defensor de l'acció afirmativa per defensar els drets civils dels afroamericans. Popularment era conegut per "fer un experiment diari" i ser un "científic molt ric". Després de fracassar en un sistema de filmació instantània desenvolupat per Polaroid, va renunciar a la presidència de la companyia. Després del seu retir va fundar el Rowland Institute for Science, al qual va dedicar els últims anys de la seva vida.